# Arbeitsgericht Hanau
Das Arbeitsgericht Hanau, ein Gericht der Arbeitsgerichtsbarkeit, war eines der ehemals zwölf hessischen Arbeitsgerichte.

## Geschichte
Gemäß Arbeitsgerichtsgesetz vom 23. Dezember 1926 wurden in Deutschland Arbeitsgerichte gebildet. Diese waren nur in der ersten Instanz organisatorisch selbstständige Gerichte, die Landesarbeitsgerichte waren den Landgerichten zugeordnet. Am Landgericht Kassel entstand so 1927 das Landesarbeitsgericht Kassel als einziges Landesarbeitsgericht im Bezirk des Oberlandesgerichtes Kassel. In Hanau entstand das Arbeitsgericht Hanau. Sein Sprengel umfasste den Bezirke der Amtsgerichte Bad Orb, Bieber, Gelnhausen, Hanau, Langenselbold, Meerholz, Wächtersbach und Windecken. Es bestand jeweils eine Kammer für Arbeiter, für Angestellte und für Handwerk. Der Sprengel des Gerichtes blieb räumlich von den Änderungen und Aufhebung der Amtsgerichte im Jahr 1932 und in den Kriegsjahren unberührt.
Nach der Besetzung Deutschlands durch die Alliierten wurden 1945 zunächst alle Gerichte geschlossen. Die ordentlichen Gerichte wurden schon bald wieder eröffnet, während die Arbeitsgerichte zunächst nicht wieder eingerichtet wurden, so dass arbeitsgerichtliche Streitigkeiten von den ordentlichen Gerichten erledigt werden mussten. Gemäß Kontrollratsgesetz 21 sollten in Deutschland Arbeitsgerichte aufgebaut werden. In Hanau wurde das Arbeitsgericht neu gebildet. Sein Sprengel umfasste nun die Amtsgerichtsbezirke Gelnhausen, Hanau und Schlüchtern.
Das Gerichtsgebäude wurde bis zur Schließung von Amts- und Arbeitsgericht gemeinsam genutzt wurde.
Das Arbeitsgericht Hanau wurde zum 31. Dezember 2011 geschlossen. Ab dem 1. Januar 2012 ist das Arbeitsgericht Offenbach am Main zuständig, soweit nicht für den nordöstlichen Bereich des bisherigen Gerichtsbezirks Hanau das Arbeitsgericht Fulda zuständig ist.

## Gerichtssitz und -bezirk
Das Gericht hatte seinen Sitz in Hanau.
Es war örtlich zuständig für Rechtsstreitigkeiten aus den Amtsgerichtsbezirken Gelnhausen, Hanau und Schlüchtern.

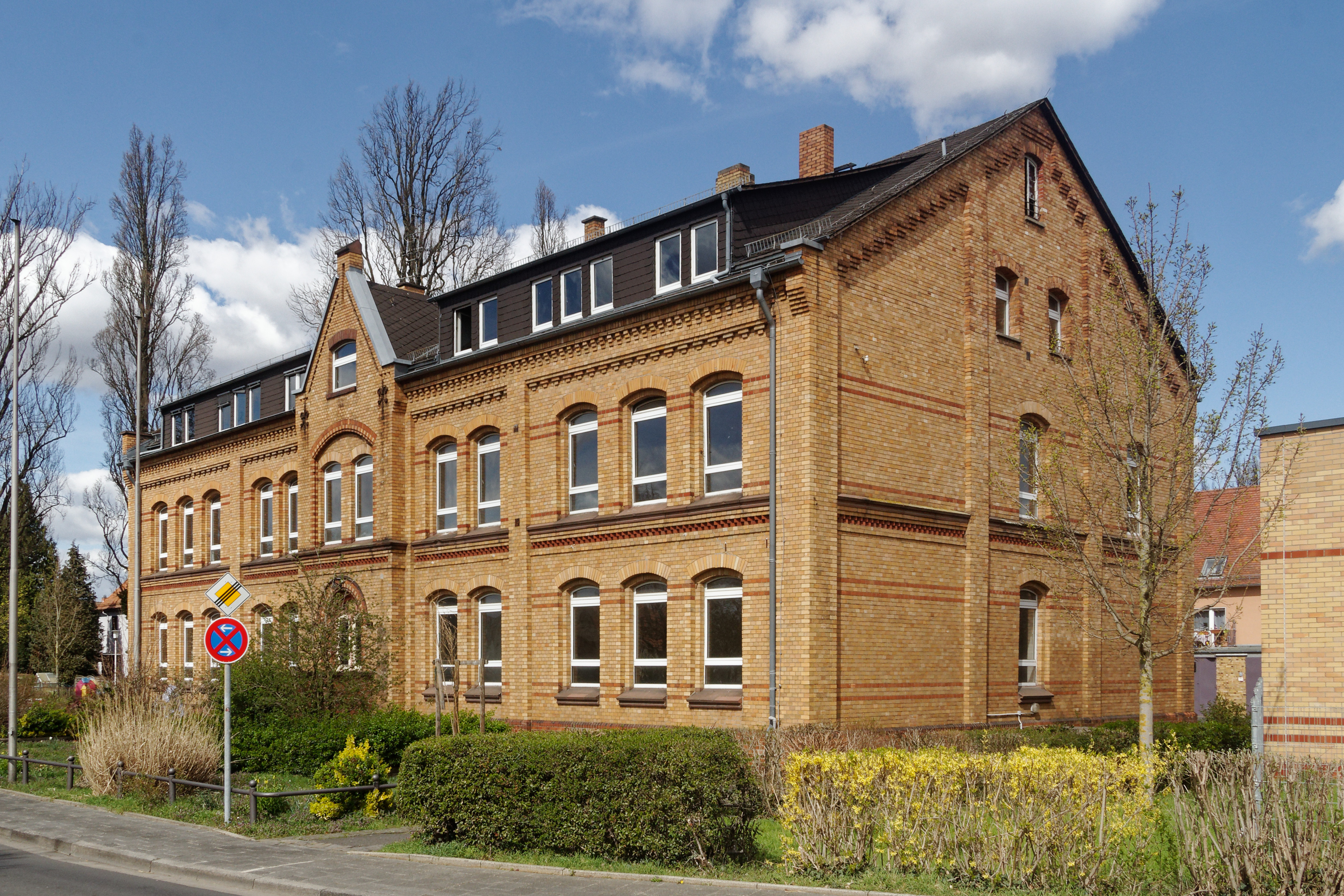
Ehemalige Nebenstelle in Hanau-Wolfgang

## Gebäude und Größe
Das Arbeitsgericht befand sich im Stadtzentrum; es besaß eine Nebenstelle im Hanauer Stadtteil Wolfgang.
Die Postanschrift des Arbeitsgerichtes lautete: Nussallee 17, 63450 Hanau, die Postanschrift der Nebenstelle lautete: Vor der Pulvermühle 10, 63457 Hanau.
Das Arbeitsgericht Hanau verfügte zum Schluss über vier Kammern.

## Übergeordnete Gerichte
Dem Arbeitsgericht Hanau war das Hessische Landesarbeitsgericht und im weiteren Rechtszug das Bundesarbeitsgericht übergeordnet.